# Le Hérie-la-Viéville
Le Hérie-la-Viéville – miejscowość i gmina we Francji, w regionie Hauts-de-France, w departamencie Aisne.
Według danych na styczeń 2014 roku gminę zamieszkiwało 355 osób, a gęstość zaludnienia wynosiła 38,3 osób/km².